# Ministerio Público (República Dominicana)
El Ministerio Público o Procuraduría General de la República es el organismo de Estado de la República Dominicana responsable de la formulación e implementación de las políticas judiciales, dirige la investigación penal y ejerce la acción penal pública en representación de la sociedad. Es el equivalente en otros países al Ministerio de Justicia, en cuanto que regula el sistema jurídico de la República Dominicana y representa la conexión entre el Poder Ejecutivo y el Poder Judicial.
Su sede se encuentra en el Centro de los Héroes de Santo Domingo, donde también se encuentra la sede de la Suprema Corte de Justicia y del Congreso de la República.

## Historia
El origen de este Ministerio se encuentra en la primera Constitución dominicana, firmada el 6 de noviembre de 1844. Este documento especifica que:

Habrá cuatro Ministros Secretarios de Estado y del Despacho que son: primero, el de la Justicia e Instrucción Pública; segundo, el de Interior y Policía; tercero, el de Hacienda y Comercio; cuarto, el de la Guerra y Marina.
Constitución dominicana de 1844, Título III, Capítulo II, Sección II, Art. 109

Se establecía así la Secretaría de Estado de Justicia e Instrucción Pública como regulador de la actividad jurídica y nexo entre el Presidente y la Suprema Corte de Justicia, establecida en el Art. 131 de la misma Carta Magna.
Al año siguiente, el 11 de junio de 1845 se promulga la Ley n.º 41 que especificaba las funciones del Procurador Fiscal. Este ministro fiscal será el enlace entre la Secretaría de Justicia y la Suprema Corte de Justicia.
En 1931 se suprime esta Secretaría, pasando sus funciones en el ámbito de justicia a la Procuraduría General de la República. En 1934, se vuelve a crear la Secretaría de Estado de Justicia, al tiempo que se forma la Secretaría de Estado de Educación y Bellas Artes ocupando las atribuciones sobre instrucción pública. A lo largo de la década de 1950 se le otorgarán también atribuciones del ámbito laboral, siendo temporalmente la Secretaría de Estado de Justicia y Trabajo.
El 10 de noviembre de 1964, mediante la Ley n.º 485, se suprime una vez más la Secretaría de Estado de Justicia y pasan sus atribuciones a la Procuraduría General de la República.

## Dependencias
Para el mejor desempeño de sus funciones y para asegurar el buen funcionamiento del aparato jurídico de la República Dominicana, la Procuraduría cuenta con una serie de organismos dependientes. Estos son:
- Fiscalías en varios municipios
- Procuradurías especializadas en:
  - Antilavado de activos
  - Control y tráfico de armas
  - Persecución de la corrupción administrativa
  - Tráfico ilícito de migrantes y trata de personas
  - Defenso del medio ambiente y los recursos naturales
  - Crímenes y delitos de alta tecnología
  - Crímenes y delitos contra la salud
  - Para el sistema eléctrico
- Direcciones:
  - Dir. Nacional de Atención a Víctimas
  - Dir. General de Servicios Penitenciarios y Correccionales
  - Dir. Nacional de Niños, Niñas, Adolescentes y Familia
  - Dir. Nacional de Investigación de Delitos Financieros
  - Dir. Contra la Violencia de Género
- Escuelas
  - Escuela Nacional Penitenciaria (ENAP)
  - Escuela Nacional del Ministerio Público
- Sistema Nacional de Resolución de Conflictos
- Servicio de Representación Legal de los Derechos de la Víctima (RELEVIC)
- Instituto Nacional de Ciencias Forenses (INACIF)